# Cockcroft (cráter)
Cockcroft es un cráter de impacto que está situado en la cara oculta de la Luna. Se encuentra al noreste del cráter Fitzgerald de mayor tamaño, y al sureste de Evershed.
El borde de este cráter está desgastado y erosionado por impactos posteriores. El cráter satélite Cockroft N invade el borde sursudoeste. Aparecen pequeños cráteres a lo largo del borde hacia el sureste, este y norte-noroeste, y un pequeño cráter se sitúa en la pared interior oriental. El suelo interior es irregular en algunos lugares, sobre todo en la mitad sur, y contiene varios cráteres pequeños y otros diminutos.

## Cráteres satélite
Por convención estos elementos son identificados en los mapas lunares poniendo la letra en el lado del punto medio del cráter que está más cerca de Cockcroft.
|           | \| Cockcroft \| Coordenadas \| Diámetro \| \| --------- \| ------------------------------- \| -------- \| \| N \| 29°06′N 163°42′O / 29.1, -163.7 \| 56 km \| |          |
| Cockcroft | Coordenadas | Diámetro |
| N         | 29°06′N 163°42′O / 29.1, -163.7 | 56 km    |